# رابین سودرلینگ
رابین سودرلینگ (انگلیسی: Robin Söderling؛ زاده ۱۴ اوت ۱۹۸۴) یک تنیس‌باز اهل سوئد است. وی در سال ۲۰۱۱ به دلیل مصدومیت از رقابت‌های تنیس کناره‌گیری کرد و در استکهلم مشغول مربیگری شد.